# Aéroport régional d'Akron-Canton
Pour les articles homonymes, voir CAK.
L'aéroport régional d'Akron-Canton (code IATA : CAK • code OACI : KCAK), est l'aéroport des villes d'Akron et de Canton dans l'Ohio, aux États-Unis.
C'est le cent-troisième aéroport nord-américain avec plus de 1,4 million de passagers qui y ont transité en 2009

## Statistiques
Pour des raisons techniques, il est temporairement impossible d'afficher le graphique qui aurait dû être présenté ici.

Voir la requête brute et les sources sur Wikidata.

## Compagnies et destinations
| Compagnies        | Destinations                                                                           | Refs  |
| ----------------- | -------------------------------------------------------------------------------------- | ----- |
| American Airlines | Charlotte-Douglas, Chicago-O'Hare, New York-LaGuardia, Philadelphie, Washington-Reagan | [ 2 ] |
| Delta Air Lines   | Atlanta H.-Jackson, Détroit                                                            | [ 3 ] |
| Spirit Airlines   | Fort Lauderdale-Hollywood, Orlando En saison : Fort Myers, Myrtle Beach, Tampa         | [ 4 ] |
| United Airlines   | Chicago-O'Hare, Houston-George Bush , Newark-Liberty                                   | [ 6 ] |

Édité le 16/02/2018